# 제나붓털쥐
제나붓털쥐(Lophuromys zena)는 쥐과 붓털쥐속에 속하는 설치류이다. 국제 자연 보전 연맹(IUCN)은 노랑반점붓털쥐(Lophuromys flavopunctatus)의 이명으로 간주하지만, 최근의 분자생물학적 계통 분석 결과 별도의 종으로 확인되었다.

## 특징
꼬리 길이 42~88mm를 제외한 몸길이가 108~139mm인 작은 설치류로 발 길이는 19~23.3mm이고 귀 길이는 16.3~20.5mm, 몸무게는 최대 70g이다. 털이 무성하다. 등과 옆구리 쪽은 불그스레한 갈색을 띠는 반면에 배 쪽은 갈색빛 노랑이다. 주둥이 양 옆쪽도 갈색빛 노란색을 띤다.

## 생태
주로 땅 위에서 생활하는 육상성 동물이다.

## 분포 및 서식지
케냐 남부의 애버데어 산맥과 케냐산에서만 알려져 있다. 해발 약 3,000m 이하의 건조 사바나 지대에서 서식한다.